# شهرستان رونگ‌آن
شهرستان رونگ‌آن (به لاتین: Rong'an County) یک شهرستان‌های جمهوری خلق چین در چین است که در لیوژو واقع شده‌است.
 شهرستان رونگ‌آن ۲٬۹۰۰٫۳۴ کیلومتر مربع مساحت و ۲۸۵٬۶۴۱ نفر جمعیت دارد.